# Large woody debris

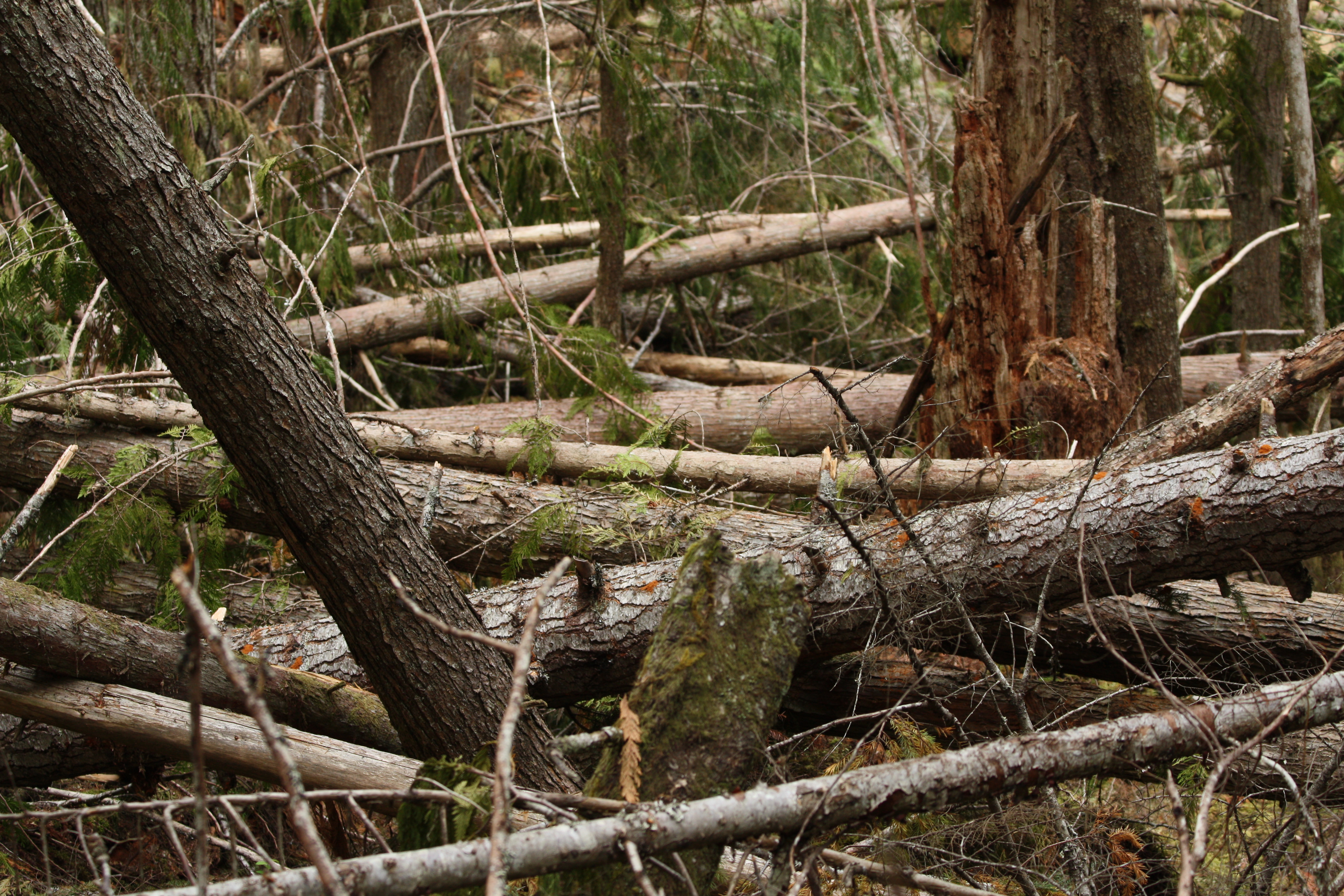
Les arbres abattus par le vent sont une source de gros débris ligneux.

L'expression en anglais Large woody debris (LWD) désigne en  Amérique du Nord, les grumes, billes, branches et tout autres bois tombés dans un cours d'eau. Ces débris peuvent influencer l'écoulement et la morphologie du lit d'un ruisseau. Les Large woody debris (littéralement « gros débris ligneux »), le grain[Quoi ?] et la morphologie du lit du ruisseau, sont trois composantes majeures de la résistance à l'écoulement de l'eau et ont donc une influence déterminante sur la forme du cours d'eau. Certains lits de ruisseau ont moins de LWD qu'ils n'en auraient naturellement, en raison de l'enlèvement par les gestionnaires de bassin versant, pour des raisons de contrôle des inondations et pour des raisons esthétiques. 
L'étude des LWD est importante dans ses implications en matière de gestion forestière. L'éclaircissement dans les plantations peut réduire le potentiel d'incorporation de LWD dans la zone proximale du cours d'eau. La présence de gros débris ligneux est importante dans la formation de bassins qui servent d'habitat au saumon dans le Nord-Ouest Pacifique. L'entraînement des gros débris ligneux dans un cours d'eau peut également provoquer l'érosion et l'affouillement autour et sous les LWD. La quantité d'affouillement et d'érosion est déterminée par le rapport entre le diamètre de la pièce, la profondeur du cours d'eau, et l'enfoncement et l'orientation de la pièce. 

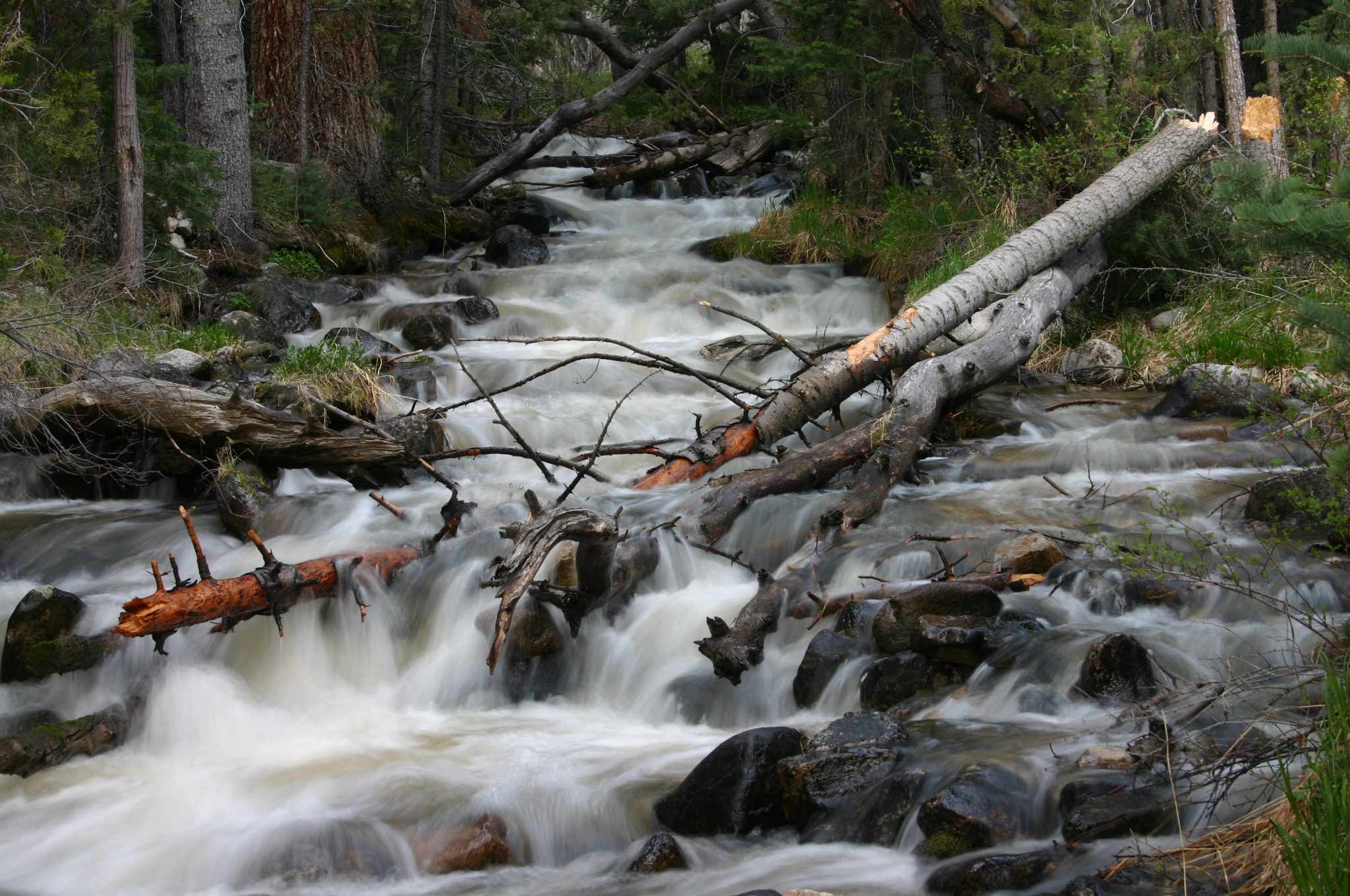
Les gros débris ligneux aident à former des mares dans les ruisseaux qui sont des habitats importants pour les poissons et d'autres espèces.

## Influence sur l'écoulement des cours d'eau autour des virages
Les gros débris ligneux ralentissent l'écoulement dans les virages du cours d'eau, tout en accélérant l'écoulement dans la zone rétrécie en aval de l'obstruction. 